# Аффи, Ян
Ян Эммануэль Аффи (фр. Yann Emmanuel Affi; род. 11 ноября 1995, Тьебиссу, Bélier) — ивуарийский футболист, защитник клуба «Тоур».

## Карьера

### «Торпедо-БелАЗ»
Воспитанник футбольной академии ивуарийского клуба «Ренессанс». Позже футболист выступал в таких клубах как «Танда» и «Ганьоа». Вместе с клубом «Ганьоа» футболист принимал участие в Кубке Конфедерации КАФ. В августе 2017 года футболист на правах свободного агента присоединился к белорусскому клубу «Торпедо-БелАЗ». Дебютировал за клуб футболист 11 сентября 2017 года в матче против новополоцкого «Нафтана», выйдя на поле в стартовом составе. По итогу дебютного сезона футболист вместе с клубом завершил чемпионат на итоговом пятом месте. В августе 2018 года футболист продлил контракт с жодинским клубом, рассчитанное на длительное сотрудничество. Закрепиться в основной команде клуба футболист смог лишь в сезоне 2019 года. В декабре 2019 года футболист покинул белорусский клуб по окончании срока действия контракта.

### «Динамо» Брест
В начале 2020 года футболист вернулся в ивуарийский клуб «Ганьоа». В феврале 2021 года футболист проходил просмотр в брестском «Динамо». В скором времени футболист официально перешёл в брестский клуб, подписав контракт до конца сезона. Дебютировал за клуб футболист 14 марта 2021 года в матче против речицкого «Спутника», выйдя на поле в стартовом составе и отличившись результативной передачей. В июле 2021 года футболист вместе с брестским клубом отправился на квалификационные матчи Лиги конференций УЕФА, где уступили чешской «Виктории». По итогу сезона футболист вместе с клубом завершил чемпионат на итоговом шестом месте в турнирной таблице. Также футболист был признан лучшим игроком брестского клуба по итогу прошедшего чемпионата. На протяжении сезона футболист выступал за брестский клуб в роли одного из основных игроков, отличившись 2 результативными передачами. По окончании сезона футболист покинул клуб.

### «Гомель»
В январе 2022 года футболист находился на просмотре в белорусском «Гомеле». В феврале 2022 года футболист официально присоединился к клубу, подписав контракт до конца сезона. Дебютировал за клуб футболист 11 апреля 2022 года в матче против бобруйской «Белшины», выйдя на замену на 72 минуте и отличившись дебютным забитым голом. В ответной полуфинальной встрече Кубка Беларуси  27 апреля 2022 года уступили «Витебску», однако по сумме матчей вышли в финал турнира. Вместе с клубом футболист стал обладателем Кубка Беларуси, победив в финале 21 мая 2022 года борисовский БАТЭ. В июле 2022 года футболист вместе с клубом отправился на квалификационные матчи Лиги конференций УЕФА, где уступили греческому «Арису» и завершили выступление на турнире. По итогу сезона футболист вместе с клубом завершил чемпионат на итоговом седьмом месте. На протяжении сезона футболист выступал за клуб в роли одного из основных игроков, отличившись забитым голом и голевой передачей. 

### «Оулу»
В декабре 2022 года футболист на правах свободного агента присоединился к финскому клубу «Оулу», подписав контракт до конца сезона. Дебютировал за клуб футболист 18 февраля 2023 года в матче Кубка лиги Финляндии против клуба СИК, выйдя на поле в стартовом составе. Вместе с клубом футболист дошёл до финала турнира Кубка лиги, где 1 апреля 2023 года уступили клубу ХИК. Первый матч в чемпионате футболист сыграл 5 апреля 2023 года против клуба КТП, выйдя на поле в стартовом составе. Первым результативным действием за клуб футболист отличился 27 июня 2023 года в матче против клуба СИК, отдав голевую передачу. Дебютный гол за клуб футболист забил 22 сентября 2023 года в матче против клуба «Лахти». По итогу сезона футболист вместе с клубом завершил чемпионат на итоговом седьмом месте. Вместе с клубом футболист футболист отправился выступать в раунд за сохранение прописки в элитном дивизионе, где заняли первое место. На протяжении сезона футболист выступал за клуб в роли одного из основных игроков, отличившись забитым голом и результативной передачей. По окончании сезона футболист покинул клуб.

### БАТЭ
В апреле 2024 года появилась информация, что футболист близок к подписанию контракта с борисовским БАТЭ. Официально футболист 24 апреля 2024 года стал игроком борисовского клуба, подписав контракт до конца сезона. Дебютировал за клуб футболист 11 мая 2024 года в матче против солигорского «Шахтёра», выйдя на поле в стартовом составе. Дебютным забитым голом за клуб футболист отличился 13 июля 2024 года в матче Кубка Беларуси против белорусского медийного клуба «DMedia». Своим первым забитым голом в чемпионате футболист отличился 22 сентября 2024 года в матче против «Ислочи». По итогу сезона футболист вместе с клубом завершил чемпионат на итоговом восьмом месте. На протяжении сезона футболист выступал за клуб в роли ключевого игрока, отличившись 2 забитыми голами и 2 результативными передачами во всех турнирах. В декабре 2024 года появилась информация, что борисовских клуб расстанется со своими иностранными игроками. В начале января 2025 года футболист официально покинул белорусский клуб.

### «Тоур»
В январе 2025 года футболист на правах свободного агента присоединился к исландскому клубу «Тоур». Дебютировал за клуб футболист 9 мая 2025 года в матче против клуба «Лейкнир», выйдя на замену на 56 минуте.

## Достижения
«Гомель»
- Обладатель Кубка Беларуси: 2021/22